# Белосвет, Анатолий Алексеевич
Анатолий Алексеевич Белосвет (28 апреля 1939, Днепродзержинск, Днепропетровская область — 23 июня 2014, Москва)  — советский и российский авиационный инженер, главный конструктор ОКБ «МиГ».

## Биография
Родился 28 апреля 1939 г. в Днепродзержинске Днепропетровской области.
Окончил самолётостроительный факультет МАИ (1962). Студентом участвовал в проектировании и постройке лёгкого самолёта «ЛК» (летающее крыло).
Работал в ОКБ А. И. Микояна: конструктор в отделе проектов, с 1968 начальник отдела лётных испытаний, с 1978 руководитель тематики МиГ-29, заместитель главного конструктора о одновременно начальник отдела лётных испытаний и начальник бригады аэродинамиков, в 1985—2000 главный конструктор, с 1989 г. первый заместитель генерального директора АНПК «МиГ».
Специалист в области аэродинамики. Главный конструктор самолётов МиГ-АТ, МиГ-31 (c 1985 года, после ухода главного конструктора К. К. Васильченко на должность начальника Лётно-исследовательского института), МиГ-115. Участвовал в разработке истребителя МиГ 1.44 МФИ.
Умер 23 июня 2014 года. Похоронен в Москве на Троекуровском кладбище, участок 25а

## Награды и звания
- Награждён: орденом Трудового Красного Знамени, орденом «Знак Почёта», медалями[4]
- Лауреат Ленинской премии (1988) и Государственной премии СССР (1998)[4]